# Mortonia sempervirens
Mortonia sempervirens är en benvedsväxtart som beskrevs av Asa Gray. Mortonia sempervirens ingår i släktet Mortonia och familjen Celastraceae. Inga underarter finns listade.